# Dašlydži-Tepe
Dašlydži-Tepe, auch als Geoksjur-Tepe 8  bezeichnet, war ein Ruinenhügel in der Oase Göksüýri (russisch Гёксюр Gjoksjur) in Turkmenistan. Die dortige Siedlung datiert ins vierte Jahrtausend v. Chr. und wurde von 1957 bis 1958 vollständig ausgegraben.
In den 1950er Jahren startete die Sowjetunion ein umfangreiches archäologisches Forschungsprogramm, in dessen Verlauf viele Fundstätten, vor allem in Zentralasien, untersucht wurden. In der Göksüýri-Oase wurden neun Fundorte identifiziert, die von 1 bis nach 9 durchnummeriert wurden, zum Teil aber auch eigene Namen hatten. Geoksjur-Tepe 8 ist die einzige dieser neun Ausgrabungsstätten, die vollkommen untersucht wurde. Der einstige Ruinenhügel war etwa 2 m hoch und 45 × 38 m groß. Es konnten drei Besiedlungsschichten ausgegraben werden.
Die oberste Schicht war nicht gut erhalten. Es fanden sich fünf Häuser und diverse Mauern, die die Häuser verbanden und dadurch mehrere Gruppen bildeten. Im Nordteil der Siedlung gab es Belege für Keramikherstellung. Die darunter liegende Schicht war in einem besseren Zustand. Es wurden 18 Häuser gefunden, die vier Komplexe bildeten. Im Osten der Siedlung stand der anscheinend wichtigste Komplex, der aus sechs Häusern und einen Hof bestand. Haus 1 war das größte in diesem Komplex. Die Wände hatten einen grünlichen Verputz. Der Boden war aus Estrich gebildet, wobei mehrere Schichten unterschieden werden konnten. Im Haus stand ein Ofen. Im Norden gab es zwei kleinere Räume, an deren Nordwand eine Bank stand. Die unterste Bauschicht bestand aus mindestens 19 Häusern, die sich zu sechs bis acht Komplexen gruppierten. Zu jedem Haus scheinen ein Hof und ein Herd gehört zu haben. Die Ausgräber vermuteten, dass in jedem Haus eine Kernfamilie wohnte.
Das wichtigste Fundgut war die Keramik, die in allen drei Schichten sehr ähnlich war. Ein Teil der Keramik ist bemalt und zeigt eine dunkle, braune oder rote Bemalung auf einem hellen Untergrund. Die Bemalung zeigt meist einfache geometrische Motive. Bei den bemalten Gefäßen handelt es sich in der Regel um Töpfe, Vorratsgefäße, Tassen und Schalen. Daneben gab es auch undekorierte Töpferwaren, bei denen es sich vor allem um Vorratsgefäße, Töpfe und Näpfe handelte. Neben der Keramik fanden sich zwei Frauenstatuen in Ton, eine von ihnen nur als Fragment. Es gab auch etwa 15 Figuren von Tieren, die Ziegenböcke oder Stiere darstellten. Tierknochen belegen Rinder, Kleinvieh und Hunde.
Die Ausgräber unterschieden drei Kulturstufen anhand der oftmals reich bemalten Keramik in der Göksüýri-Oase: die Dašlydži-Stufe, die Jalangač-Stufe und die Geoskjur-Stufe. Diese Stufeneinteilung wurde nicht in allen Teilen der Forschung übernommen. Ein Teil der Forschung bezeichnet diese Kulturstufen dagegen als Namazga I bis III. Die älteste Dašlydži-Stufe ist nach diesem Fundort benannt und entspricht der Namazga-I-Stufe. Dašlydži-Tepe gehört zu den ältesten Siedlungen der Göksüýri-Oase, ist aber auch schon sehr früh wieder verlassen worden. Dies mag damit zusammenhängen, dass ein naher Fluss schon früh austrocknete und damit der Siedlung die Lebensgrundlage entzog.